# Vauxhall 14-6
Vauxhall 14-6 — британський автомобіль, що вироблявся компанією Vauxhall з 1939 по 1948 роки.
Представлений у жовтні 1938 року на Британському міжнародному автосалоні в Ерлс-Корт. 14-6 пропонувався як легких чотирьохдверний седан з шістьма фарами і оснащувався верхньоклапанним шестициліндровим двигуном об'ємом 1,781 л. Він розвивав максимальну швидкість 112 км/год і міг прискорюватися від 0 до 80 миль/год за 18,2 секунди.

## Двигун, трансмісія та підвіска
Попередній двигун було збережено, але ступінь стиснення підвищено з 6,25 до 6,75:1 і переглянуто ГРМ, збільшивши потужність до 48 л.с. при 3000 об/хв. Інші особливості включали незалежну передню підвіску з використанням торсіонних балок замість попередньої системи Dubonnet з напівеліптичними листовими ресорами ззаду, гідравлічними гальмами Lockheed і тришвидкісною повністю синхронізованою коробкою передач замість чотиришвидкісної «безшумної» коробки передач.

## Унітарне шасі-кузов
В автомобіля був унітарний корпус, який мав на 4 дюйм (100 мм) довшу колісну базу та на 1 дюйм (25 мм) ширшу колію, ніж у попередника, що зробило його більшим, ніж модель 12-4, анонсована в той же час. Раніше 12 і 14 моделі мали однаковий корпус. Особливості інтер'єру включали індивідуальні шкіряні передні сидіння та задні сидіння з відкидним підлокітником, шторку на задньому вікні та розсувний люк.
Моделі після Другої світової війни можна відрізнити за змінами жалюзі капота та решітки радіатора. Всього було випущено 45 499 одиниць, у тому числі 30 511 у післявоєнний період.

## Австралійське виробництво
Vauxhall 14 J був побудований компанією Holden в Австралії без унітарної конструкції, яка була за межами можливостей місцевих пресів, але поділяла більшу частину стилю англійського автомобіля. Окреме шасі дозволило австралійській фірмі забезпечувати відкриті та універсальні кузови. Починаючи з 1939 року, Vauxhall 14 пропонувався у кузовах седан, купе та родстер.
Седан 14 був першим цивільним автомобілем, випущеним Holden у післявоєнний період, покинувши конвеєр заводу Fishermans Bend 21 травня 1946 року.

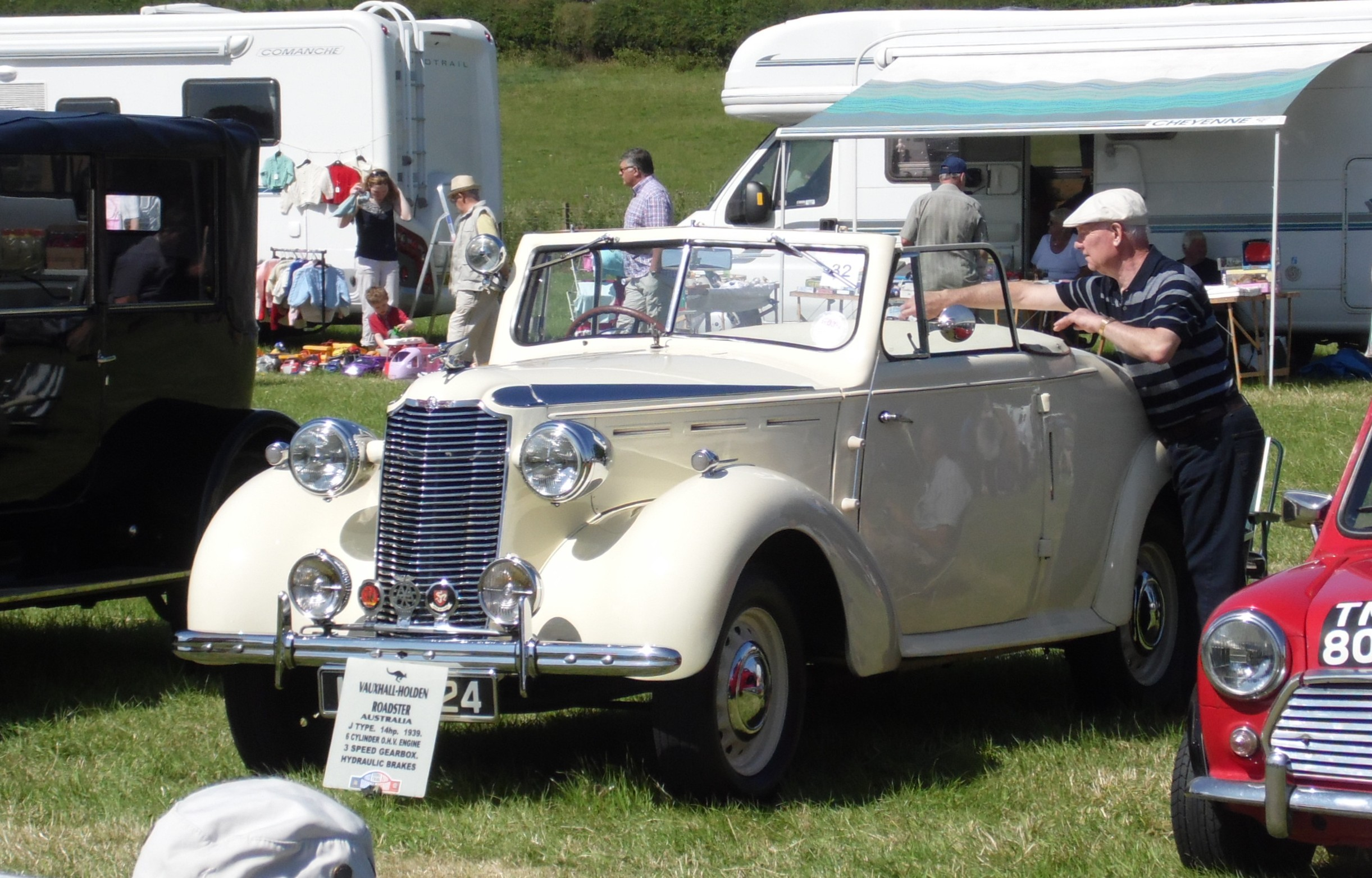
Купе Vauxhall drophead 1939 року
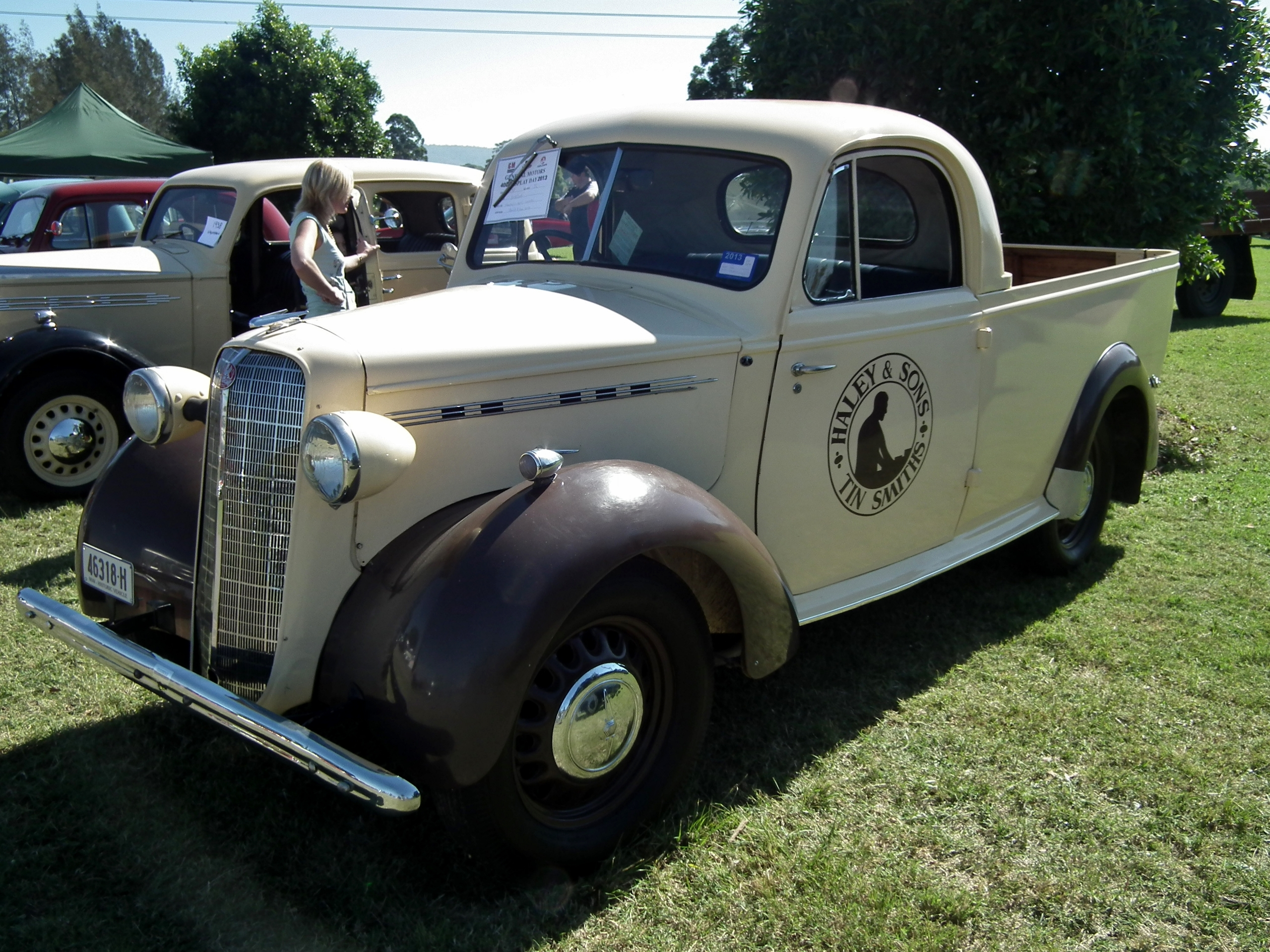
Bedford Business Roadster або купе утиліти 1940 року
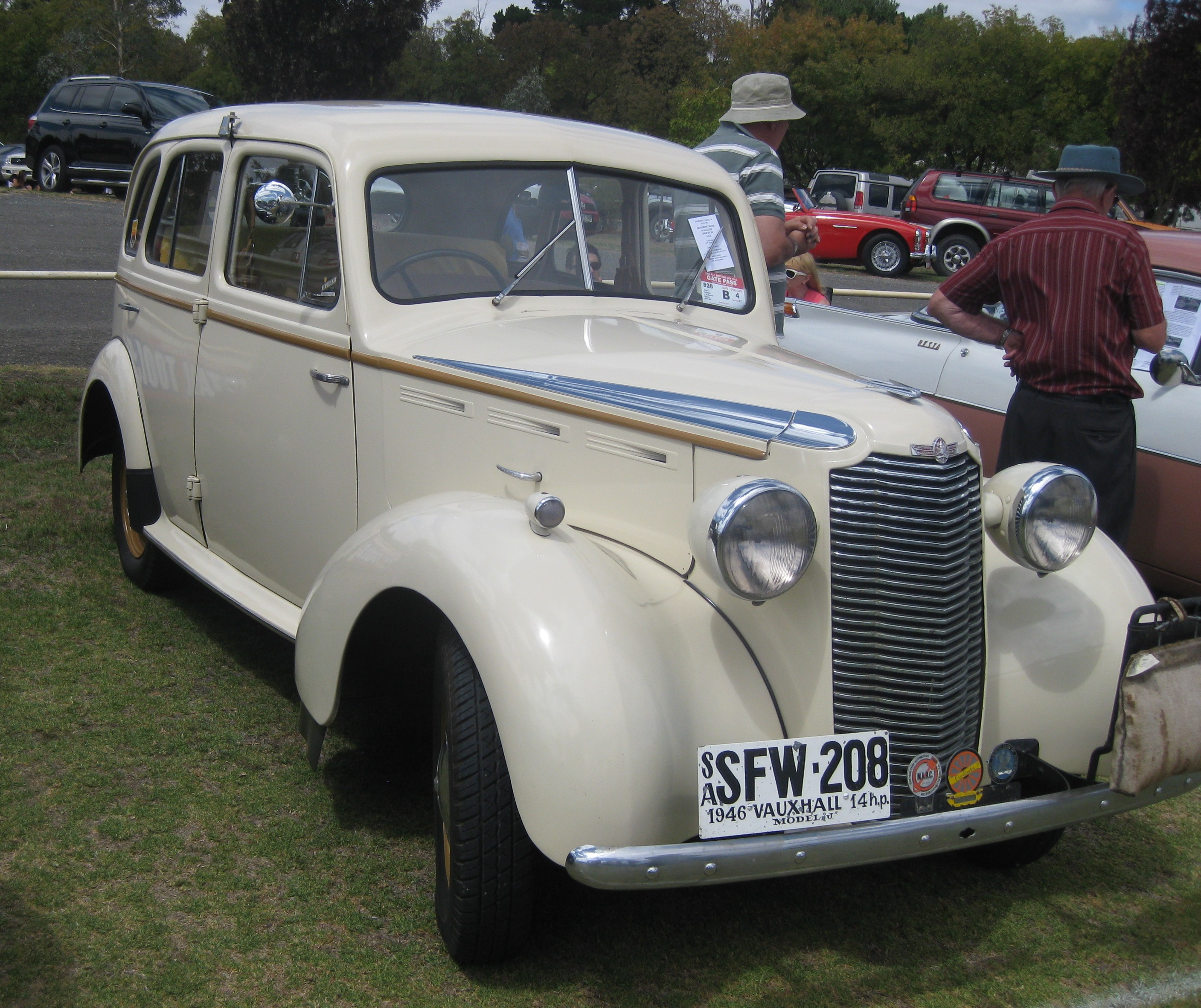
Vauxhall 14 Модель J 1946 року